# ده غیبی
ده غیبی، روستایی از توابع بخش احمدآباد شهرستان مشهد در استان خراسان رضوی ایران است. این روستا بالغ   ۱۸۵۵ نفر جمعیت دارد ومیزان ۴۰۰خانواربه صورت پراکنده ازیکدیگر زندگی می‌کنند، روستاهای دیگراطراف آن عارفی وبساروج می‌باشند که بیش ترنیازهای این دو روستا از ده غیبی رفع می‌شود.
جمعیت این روستا ۱۸۵۵ نفرمی‌باشد که بالغ بر۴۰۰خانوار دراین روستا به صورت پراکنده گردهم آمدند.